# عباسقلی شاهقلی
عباسقلی شاهقلی سرهنگ دوم ارتش در زمان پادشاهی محمدرضا شاه پهلوی بود. او در ارتش به عنوان وکیل نیروهای نظامی خدمت می‌کرد.

## زندگی
عباسقلی شاهقلی در خانواده‌ای مسلمان در تبریز به دنیا آمد. او تنها فرزند سرهنگ ابوالحسن خان شاهقلی و نوه میرزا علی اکبر تبریزی (سمین العلما) بود. در دوران کودکی عباسقلی، پدرش به جرم مشروطه‌خواهی در زمان پادشاهی محمدعلی شاه قاجار در تهران دستگیر و به شیراز تبعید شد. پس از مدتی، پدرش به دست حاکم وقت شیراز به جرم مشروطه‌خواهی به دار آویخته شد. عباسقلی شاهقلی در کودکی پدرش را از دست داد و سرپرستی او را عمویش، محسن شاهقلی، که یک روحانی بود بر عهده گرفت. پس از چندی، عموی دیگرش، سرهنگ موسی خان شاهقلی، که فرزندی نداشت، سرپرستی عباسقلی را پذیرفت و او را همچون فرزند خود بزرگ کرد.
عباسقلی شاهقلی در جوانی ابتدا به تحصیل پزشکی پرداخت، اما سپس به ارتش پیوست و در آنجا به تحصیل حقوق پرداخت. او سرانجام به درجهٔ سرهنگ دومی در ارتش نائل آمد.
نام عباسقلی شاهقلی دو بار بر سر زبان‌ها افتاد: بار نخست زمانی که در قید حیات بود و در جریان محاکمه ی دکتر محمد مصدق وکالت سرتیپ ریاحی را در دادگاه بر عهده گرفت، و بار دوم سال‌ها پس از درگذشتش، وقتی که وبسایت‌های وابسته به جمهوری اسلامی به اشتباه و تعمداً از او به عنوان پدر دکتر منوچهر شاهقلی یاد کردند.
سرهنگ عباسقلی شاهقلی در اوان جوانی با بانویی به نام مریم تام پیمان زناشویی بست. این ازدواج دیری نپایید و به جدایی انجامید. پس از آن، عباسقلی دلباختهٔ دوشیزه‌ای به نام فرحدخت اقبالی همدانی شد. فرحدخت بسیار جوان‌تر از عباسقلی بود، اما این تنها مانع در مسیر وصال آن‌ها نبود. فرحدخت در خانواده‌ای بهایی زاده شده و خود نیز به این آیین معتقد بود. عباسقلی، برای دستیابی به معشوقهٔ دلخواهش، از دین اسلام روی‌گردان شد و به پیروان آیین بهاییت پیوست. حاصل ازدواج دوم چهار دختر بود.
در دی ماه سال ۱۳۴۵ سرهنگ شاهقلی چشم از جهان فروبست. متن زیر از یک سند محرمانه سازمان اطلاعات و امنیت کشور (ساواک) می‌باشد:
مجلس ختم سرهنگ بازنشسته عباسقلی شاهقلی با شرکت قریب ۲۰۰۰ نفر از جمله تیمسار سرلشکر خسروانی و آقایان دیلمقانی و ثابت پاسال در منزل آقای عزیزی واقع در خیابان ایتالیا تشکیل گردیده است.

## دادگاه دکتر مصدق
سرلشکر جلالی، سرتیپ معین‌پور، دریادار نصیرزند، سرهنگ عباسقلی شاه‌قلی و سرهنگ آزمین تیم وکلای مدافع سرتیپ ریاحی و سرهنگ بزرگمهر وکیل مدافع دکتر محمد مصدق بودند.
قسمتی از دفاعیات سرهنگ شاهقلی را در جلسه ی دادگاه دکتر مصدق : 
... رئیس: یک سؤال می‌کنم برای روشن شدن دادگاه، منظور از بند ۶، مستقیم و بلاواسطه است یا خیر؟ و بعد هم توضیح دهید اگر مثلاً رئیس ستاد ارتش متهم شود، کدام افسر باید او را محاکمه و بازپرسی کند؟
سرهنگ شاه‌قلی: دادستان محترم درباره همین استدلال چنین جواب فرمودند که ایشان جناب آقای محمد مصدق را در آن سه روز وزیر نمی‌شناسند. این بیانی است که فرمودند. ولی یک موضوع هست که امروز ایشان را نمی‌شناسد یا آن روز نمی‌شناخته؟ دیگر دادستان در روزهای ۲۶ و ۲۷ و ۲۸ می‌دانست که آقای محمد مصدق نخست‌وزیر نیست. ایشان که آن روز اطلاعی از این موضوع نداشتند، امروز این مطلب را بیان می‌کنند و از طرفی روز بیست‌وپنجم به آقای نخست‌وزیر ابلاغ شده‌بود که نخست‌وزیر نباشید. بسیار خوب، ولی در آن روز به رئیس ستاد ارتش که گفته نشده‌بود: تو رئیس ستاد نیستی. ... 
ویدا حاجبی به واسطه ی اشنایی که از طریق عمه ی خودش با عباس قلی شاهقلی داشت توانست در دادگاه های دکتر مصدق شرکت کند.

## نگارخانه

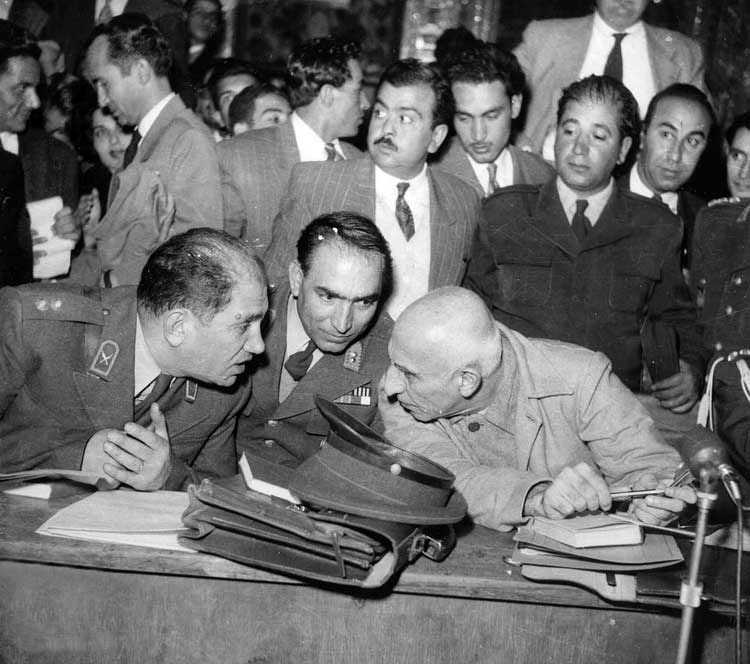
نخست‌وزیر دکتر محمد مصدق و سرهنگ عباسقلی شاهقلی نفر سمت چپ تصویر.
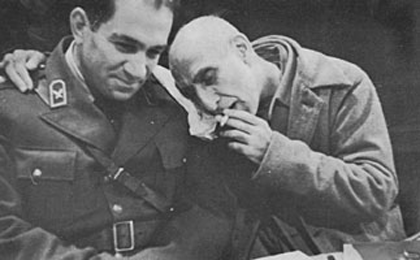
نخست‌وزیر دکتر محمد مصدق و سرهنگ عباسقلی شاهقلی .